# Associazione Calcio Cesena 2007-2008
Questa pagina raccoglie le informazioni riguardanti l'Associazione Calcio Cesena nelle competizioni ufficiali della stagione 2007-2008.

## Stagione
Nella stagione 2007-2008 il Cesena disputa il campionato di Serie B, con 32 punti si piazza all'ultimo posto, retrocedendo in Prima Divisione. Per la quinta stagione allenato da Fabrizio Castori il Cesena inizia male la stagione, subito fuori dalla Coppa Italia con la pesante sconfitta (4-0) di Napoli. La partenza in campionato è a dir poco traumatica, il 10 novembre senza aver ancora vinto una partita, arriva il pesante (4-1) subito a Rimini, che era stato preceduto da altri due tracolli, il (5-2) di Ascoli ed il (4-1) di Mantova, così anche Fabrizio Castori da alcune settimane è per la prima volta contestato, e paga con l'esonero i risultati negativi, considerando le ultime 9 giornate del campionato scorso, la striscia senza vittorie è giunta a 22 partite. Al suo posto arriva Giovanni Vavassori. Il 21 dicembre 2007 dopo 43 anni, la famiglia Manuzzi-Lugaresi lascia la società bianconera, a favore di Igor Campedelli, 33enne imprenditore del settore immobiliare e turistico-alberghiero. Con Vavassori arriva finalmente una vittoria, l'8 dicembre (3-0) al Frosinone, che mancava da 246 giorni. Ma la stagione resta compromessa, dopo la sconfitta (0-3) con l'Albinoleffe a fine febbraio, acclamato dalla curva, ritorna Fabrizio Castori, ma si assiste solamente al prolungarsi dell'agonia, e con due giornate di anticipo il Cesena scende in Serie C. Autore di 15 reti Davide Moscardelli è una delle poche note liete della stagione cesenate.

## Rosa
| N. |                                 | Ruolo | Calciatore             |
| -- | ------------------------------- | ----- | ---------------------- |
| 1  | Italia (bandiera)               | P     | Gianluca Berti         |
| 1  | Brasile (bandiera)              | P     | Artur                  |
| 2  | Italia (bandiera)               | D     | Christian Jidayi       |
| 3  | Italia (bandiera)               | D     | Maurizio Lauro         |
| 4  | Italia (bandiera)               | D     | Denis Tonucci          |
| 5  | Italia (bandiera)               | D     | Fabio Vignati          |
| 5  | Italia (bandiera)               | D     | Fabio Cusaro           |
| 6  | Italia (bandiera)               | D     | Roberto Cortellini     |
| 7  | Italia (bandiera)               | C     | Andrea Bracaletti      |
| 7  | Italia (bandiera)               | C     | Daniele Croce          |
| 8  | Brasile (bandiera)              | C     | Luís Gabriel Sacilotto |
| 8  | Italia (bandiera)               | C     | Gennaro Esposito       |
| 9  | Italia (bandiera)               | A     | Alessandro Pellicori   |
| 9  | Italia (bandiera)               | A     | Davide Moscardelli     |
| 10 | Italia (bandiera)               | A     | Emiliano Salvetti      |
| 11 | Italia (bandiera)               | A     | Salvatore Aurelio      |
| 12 | Italia (bandiera)               | P     | Andrea Rossini         |
| 13 | Italia (bandiera)               | C     | Stefano Fattori        |
| 13 | Italia (bandiera)               | D     | Vasco Regini           |
| 14 | Italia (bandiera)               | D     | Samuele Buda           |
| 14 | Italia (bandiera)               | C     | Andrea Paolucci        |
| 15 | Italia (bandiera)               | D     | Marco Turati           |
| 16 | Bosnia ed Erzegovina (bandiera) | A     | Milan Đurić            |
| 17 | Slovacchia (bandiera)           | C     | Blažej Vaščák          |

| N. |                      | Ruolo | Calciatore         |
| -- | -------------------- | ----- | ------------------ |
| 18 | Italia (bandiera)    | C     | Luigi Pagliuca     |
| 19 | Italia (bandiera)    | A     | Andrea Ferretti    |
| 20 | Italia (bandiera)    | D     | Roberto Biserni    |
| 22 | Italia (bandiera)    | C     | Stefano Botta      |
| 23 | Italia (bandiera)    | C     | Giuseppe De Feudis |
| 24 | Italia (bandiera)    | D     | Dario Biasi        |
| 25 | Nigeria (bandiera)   | D     | Daniel Ola         |
| 26 | Argentina (bandiera) | A     | Ricardo Villar     |
| 27 | Senegal (bandiera)   | D     | Diaw Doudou        |
| 28 | Italia (bandiera)    | C     | Nicola Mazzotti    |
| 28 | Italia (bandiera)    | A     | Andrea Zanigni     |
| 29 | Italia (bandiera)    | C     | Alessio Ambrogetti |
| 30 | Italia (bandiera)    | D     | Nebil Caidi        |
| 31 | Romania (bandiera)   | A     | Cristian Cristea   |
| 31 | Italia (bandiera)    | D     | Luca Ricci         |
| 32 | Italia (bandiera)    | P     | Mariano Renna      |
| 33 | Italia (bandiera)    | C     | Claudio Candoli    |
| 34 | Brasile (bandiera)   | C     | Adriano Mezavilla  |
| 35 | Italia (bandiera)    | A     | Daniele Paponi     |
| 37 | Italia (bandiera)    | C     | Nicola Campedelli  |
| 43 | Italia (bandiera)    | P     | Alessio Sarti      |
| 46 | Italia (bandiera)    | C     | Ivan Piccoli       |
| 99 | Italia (bandiera)    | D     | Giuseppe Cardone   |

## Risultati

### Campionato

#### Girone di andata
| Arbitro: | Pantana (Macerata) |

|                 |           |                |
| Moscardelli 18’ | Marcatori | 61’ Pellissier |

| Arbitro: | Lops (Torino) |

|            |           |  |
| Degano 28’ | Marcatori |  |

| Arbitro: | Herberg (Messina) |

|              |           |                       |
| Mezavilla 2’ | Marcatori | 20’ Kutuzov 55’ Cerci |

| Grosseto 15 settembre 2007, ore 16:00 4ª giornata | Grosseto      | 0 – 0 | Cesena | Stadio Carlo Zecchini\| Arbitro: \| Ciampi (Roma) \| |
| Arbitro:                                          | Ciampi (Roma) |       |        |                                                      |

| Arbitro: | C. Russo (Nola) |

|                                             |           |                               |
| Cortellini 9’ De Feudis 13’ Moscardelli 80’ | Marcatori | 18’, 88’ Scardina 78’ Schwoch |

| Arbitro: | Pinzani (Empoli) |

|            |           |  |
| Perico 88’ | Marcatori |  |

| Cesena 29 settembre 2007, ore 16:00 7ª giornata | Cesena            | 0 – 0 | Bologna | Stadio Dino Manuzzi\| Arbitro: \| Damato (Barletta) \| |
| Arbitro:                                        | Damato (Barletta) |       |         |                                                        |

| Arbitro: | Celi (Campobasso) |

|                        |           |               |
| Moscardelli 80’ (rig.) | Marcatori | 34’ Dallamano |

| Arbitro: | Gervasoni (Mantova) |

|                    |           |               |
| Pinardi 55’ (rig.) | Marcatori | 29’ Sacilotto |

| Cesena 20 ottobre 2007, ore 16:00 10ª giornata | Cesena          | 0 – 0 | Bari | Stadio Dino Manuzzi\| Arbitro: \| Salati (Trento) \| |
| Arbitro:                                       | Salati (Trento) |       |      |                                                      |

| Arbitro: | Cavarretta (Trapani) |

|                                                      |           |                                   |
| Bernacci 48’, 53’ Soncin 56’ (rig.), 73’ Guberti 59’ | Marcatori | 77’ (rig.) Ferretti 84’ Sacilotto |

| Arbitro: | Herberg (Messina) |

|                                          |           |                 |
| Godeas 32’, 45’, 90+4’ Corona 38’ (rig.) | Marcatori | 55’ Moscardelli |

| Arbitro: | Squillace (Catanzaro) |

|  |           |             |
|  | Marcatori | 71’ Ariatti |

| Arbitro: | Giannoccaro (Lecce) |

|                                              |           |                        |
| Biasi 24’ (aut.) Jeda 36’, 55’ Ricchiuti 41’ | Marcatori | 32’ (rig.) Moscardelli |

| Arbitro: | Herberg (Messina) |

|                 |           |               |
| Moscardelli 12’ | Marcatori | 89’ N. Padoin |

| Arbitro: | Valeri (Roma) |

|                           |           |            |
| Allegretti 9’ Sgrigna 74’ | Marcatori | 66’ Turati |

| Arbitro: | Velotto (Grosseto) |

|                                         |           |  |
| Moscardelli 55’ Djuric 72’ Ferretti 85’ | Marcatori |  |

| Arbitro: | Rosetti (Torino) |

|                                        |           |               |
| Sestu 10’ Salgado 12’ Bracaletti 90+3’ | Marcatori | 3’ Cortellini |

| Arbitro: | Ciampi (Roma) |

|                                                        |           |         |
| Moscardelli 41’ (rig.), 81’ Vignati 71’ Ferretti 90+1’ | Marcatori | 62’ Pià |

| Piacenza 12 gennaio 2008, ore 16:00 20ª giornata | Piacenza           | 0 – 0 | Cesena | Stadio Leonardo Garilli\| Arbitro: \| Pantana (Macerata) \| |
| Arbitro:                                         | Pantana (Macerata) |       |        |                                                             |

| Arbitro: | Giannoccaro (Lecce) |

|                        |           |              |
| Moscardelli 45’ (rig.) | Marcatori | 18’ Sforzini |

#### Girone di ritorno
| Arbitro: | Pinzani (Empoli) |

|                              |           |           |
| F. Moro 27’ Cossato 83’, 90’ | Marcatori | 40’ Croce |

| Arbitro: | Marelli (Como) |

|                       |           |  |
| Moscardelli 3’ (rig.) | Marcatori |  |

| Arbitro: | Pantana (Macerata) |

|                               |           |  |
| Cerci 47’, 90+3’ Castillo 78’ | Marcatori |  |

| Cesena 12 febbraio 2008, ore 20:30 25ª giornata | Cesena               | 0 – 0 | Grosseto | Stadio Dino Manuzzi\| Arbitro: \| Cavarretta (Trapani) \| |
| Arbitro:                                        | Cavarretta (Trapani) |       |          |                                                           |

| Arbitro: | Pierpaoli (Firenze) |

|              |           |  |
| Matteini 26’ | Marcatori |  |

| Arbitro: | Damato (Barletta) |

|  |           |                                        |
|  | Marcatori | 27’, 33’ (rig.) Cellini 55’ N. Ferrari |

| Arbitro: | Valeri (Roma) |

|                          |           |           |
| Marazzina 18’ Bucchi 77’ | Marcatori | 27’ Croce |

| Arbitro: | Gava (Conegliano) |

|                                       |           |  |
| Lima 19’ Dallamano 31’ Possanzini 37’ | Marcatori |  |

| Arbitro: | Velotto (Grosseto) |

|                   |           |           |
| Ola 32’ Croce 86’ | Marcatori | 74’ Longo |

| Bari 18 marzo 2008, ore 20:30 31ª giornata | Bari             | 0 – 0 | Cesena | Stadio San Nicola\| Arbitro: \| Pinzani (Empoli) \| |
| Arbitro:                                   | Pinzani (Empoli) |       |        |                                                     |

| Arbitro: | Marelli (Como) |

|                   |           |              |
| Moscardelli 90+5’ | Marcatori | 62’ Bernacci |

| Arbitro: | Salati (Trento) |

|                 |           |             |
| Moscardelli 21’ | Marcatori | 13’ Spinale |

| Arbitro: | Stefanini (Prato) |

|                                  |           |  |
| Corvia 8’, 43’ Valdes 80’ (rig.) | Marcatori |  |

| Arbitro: | Bergonzi (Genova) |

|           |           |                         |
| Biasi 29’ | Marcatori | 85’ Greco 87’ Ricchiuti |

| Arbitro: | Romeo (Verona) |

|              |           |  |
| Guidetti 84’ | Marcatori |  |

| Arbitro: | Velotto (Grosseto) |

|                     |           |             |
| Salvetti 13’ (rig.) | Marcatori | 5’ Granoche |

| Arbitro: | Salati (Trento) |

|                                                        |           |                       |
| Evacuo 61’, 67’ (rig.) Lodi 79’ (rig.), 83’ Eder 90+3’ | Marcatori | 78’ Paponi 85’ Djuric |

| Arbitro: | Giannoccaro (Lecce) |

|            |           |  |
| Cusaro 45’ | Marcatori |  |

| Arbitro: | Mazzoleni (Bergamo) |

|                                 |           |                |
| Beghetto 12’ Barreto 23’ (rig.) | Marcatori | 8’ Moscardelli |

| Arbitro: | Cavarretta (Trapani) |

|                            |           |                             |
| Paponi 21’ Moscardelli 34’ | Marcatori | 42’ (rig.) Dedic 45’ Riccio |

| Ravenna 1 giugno 2008, ore 15:00 42ª giornata | Ravenna           | 0 – 0 | Cesena | Stadio Bruno Benelli\| Arbitro: \| Herberg (Messina) \| |
| Arbitro:                                      | Herberg (Messina) |       |        |                                                         |

### Coppa Italia
| Arbitro: | Velotto (Grosseto) |

|                                                  |           |  |
| Calaiò 20’ Hamsik 39’ De Zerbi 75’ Domizzi 90+2’ | Marcatori |  |